# Javier Eduardo García Rangel
Javier Eduardo García Rangel (Cúcuta, Norte de Santander, 19 de diciembre de 1981) es un periodista, político y escritor colombiano. Hijo de Jorge Alberto García León un trabajador estatal y de Alix Sofía Rangel una docente particular y ama de casa cucuteña; quienes conformaron un hogar en el que Javier García es el tercero de sus cuatro hijos. La familia la integran también su hermana mayor Gilma Rosa Docente de profesión; su hermano, cómplice y confidente Jorge Alberto titulado como Ingeniero Civil y Alix Claudeth García Rangel quien adelanta estudios de derecho.

## Primeros años y estudios
Comenzó estudios como un típico miembro de una familia tradicional de clase media de su ciudad, en la escuela Mercedes Abrego del popular y tradicional barrio “El Llano” del centro de la ciudad cerca de la “Loma de Bolívar” donde siempre ha vivido su familia, desde niño se destacó como un gran estudiante y eran evidentes sus dotes innatas de líder. Gracias a sus excelentes calificaciones y al gran concepto presentados por sus profesores fue admitido para continuar su bachillerato en el Colegio Sagrado Corazón de Jesús, la institución pública más apetecida por todos los jóvenes de la ciudad. En este colegio dirigido por hermanos de la comunidad religiosa de la Salle, García Rangel continua mostrando su carácter emprendedor y empezó a manifestar su marcado interés por la problemática social, así como, el inconformismo con los paradigmas clasistas establecidos en su ciudad apoyado siempre por leales compañeros como Giovanni Mendoza, Abel Ramírez, Diego Gutiérrez, Jesús Acevedo y Jean Paúl Serrano.
En octubre de 1998 como a la mayoría de jóvenes colombianos que se encuentran en último año de colegio, tuvo que presentarse al sorteo para cumplir el servicio militar obligatorio, como resultado del azar fue seleccionado para engrosar las filas de la Policía Nacional como auxiliar de policía bachiller, en enero de 1999 entra a la policía en donde se enfila hacia el servicio comunitario militando en la compañía Simón Bolívar en los grupos de seguridad y vigilancia de instituciones educativas cucuteñas, a finales de ese año es trasladado a la unidad de centros de atención inmediata CAI, estando en la unidad de CAIs es asignado al apoyo de puntos neurálgicos de la ciudad como el parque Mercedes Abrego, el parque de La Ceiba, el parque de Barrio Blanco, el parque nacional el parque de Ciudad Jardín y por último la estación de La Libertad, en este recorrido por las comunidades se destaca su pasión por las comunicaciones, al igual que en el manejo de la información codificada, razón que el vale el trasladado al centro de radio y comunicaciones del comando de policía de Norte de Santander en donde termina los últimos días del servicio militar.
Después del servicio militar, en el año 2000 ingresa a trabajar en la Registraduria Nacional Del Estado Civil en el proceso de inscripciones de cédulas, en junio de ese mismo año inspirado en el sacrificio y esfuerzo de Jorge Alberto su hermano mayor, quien estaba terminando estudios de ingeniería civil, entra a la universidad pública más tradicional de su departamento, la Francisco de Paula Santander U.F.P.S. a estudiar ingeniería de producción industrial (IPI). En el transcurso de los 3 semestres que curso IPI tuvo la oportunidad de ver como electiva la materia de televisión, espacio donde reforzó la creencia de que “a través de los medios se puede cambiar el pensar de una comunidad encaminándola hacia el desarrollo y el progreso”. Pronto el joven e inquieto García se da cuenta de que la IPI no es lo suyo, paso seguido a finales de 2001 abandona definitivamente la ingeniería.
Al darse cuenta de que las carreras ofrecidas en su natal Cúcuta carecían de su interés y convencido de que su verdadera vocación era ayudar a los demás mediante el activismo social, además de sentir la necesidad de dar a conocer la realidad de los humildes, e impulsado en conversaciones con Juan Carlos Sierra periodista y amigo, decide hacer todo lo necesario para ser periodista. En 2002 gestiona un crédito en el ICETEX (la entidad gubernamental colombiana dedicada a subsidiar el estudio superior) para poder desplazarse a la vecina ciudad de Pamplona donde es admitido para adelantar estudios en comunicación social.
Ya en la universidad de Pamplona (Colombia) en 2003 Javier García es elegido por el maestro Edgar Villamizar (su principal mentor en su época universitaria) como el primer monitor y laboratorista de fotografía de esta universidad, hecho que lo llevó a incursionar en la docencia dando clases de laboratorio de fotografía, así como, asesorías en el mismo campo a estudiantes tanto de Pamplona como de la sede de Villa del Rosario. En esta época es llamado a conformar el grupo de fotógrafos que plasmarían en imagines todo el campus universitario compilando su trabajo en el primer álbum fotográfico de la Universidad de Pamplona, libro que recorrería el mundo y lo haría ganar reconocimiento en el campo de la fotografía.
Lejos de su familia la vida universitaria demarca una época de contrastes, García Rangel forja grandes amistades enriqueciendo su doctrina con la retroalimentación de ideas, pensamientos y posiciones de compañeros, profesores y personas de la comunidad, entre sus contertulios se destacan su colega Antonio José Carvajal- quien le colocaría el seudónimo de “xavi”, apelativo por el cual seria conocido años más tarde-, Alex Quintero, Juan David Calle, Fabián León, Jaime Neria, Enrique Herrera, Walter Rangel, Alex Angarita, Sergio Arevalo, Diana Babativa, Katherine Cudris, Angélica Castro, Raquel Sanjuan y Alejandra Camargo. En estos años goza de gran popularidad y reconocimiento no solo entre sus compañeros sino en gran parte de la comunidad universitaria gracias a su personalidad extrovertida y a la pasión con que afrontaba los diversos temas de su entorno.
Abril de 2006 enmarca su inicio oficial en las lides política, tras una corta campaña innovadora es elegido por elección popular representante de los estudiantes de su carrera, con una victoria contundente, lo que generó que algunos opositores se valieran de estrategias para impugnar las elecciones, hecho que fue denegado por los electores y compañeros de campaña, a tal punto que un mes después fue restituido el cargo llevándolo a cabalidad tanto en Pamplona como en Villa del Rosario. Finalmente se gradúa como comunicador social siendo aun representante de los estudiantes de su facultad, con uno de los mejores promedios de la clase 2006.

## Trabajo periodístico
Desde la universidad Javier García Rangel se interesó por formar parte de los medios de comunicación. En 2002 Apenas en primer semestre de comunicación se unió a un grupo de típicos estudiantes activistas de universidad pública con quienes compartía su espíritu soñador y las ganas de construir un periódico estudiantil. Es elegido para ser el editor de la sección de educación del periódico llamada “Pedagofilia” donde empieza a sobresalir entre sus compañeros por su estilo de redacción fresca y mordaz, con crítica aguda e irónica. Luego de una dura lucha con las autoridades del claustro la publicación pudo ser editada, bajo el nombre de Expresión. Esta época también trajo su primer desencanto ya que luego de ser presentados por todos sus miembros como un triunfo, el proyecto Expresión fue abandonado y destinándolo a desaparecer debido a la falta de estructura organizacional y financiera, resultando infructuosos los esfuerzos de unos pocos que junto a García Rangel, recorrieron todo Pamplona vendiendo a cambio de cualquier contribución el agonizante periódico. Más adelante ya aparte del grupo inicial de Expresión, Javier García Rangel comprometido con la causa de mantener vivo este espacio en la universidad, se unió a sus compañeros de clase de redacción y lograron hacer una versión web del mismo que aparecía en la página oficial del claustro educativo. Con el paso del tiempo la Universidad de Pamplona reconoció la necesidad de mantener una publicación periódica que en la actualidad es realizada por estudiantes en calidad de pasantes y se pública bajo en nombre de Contexto Universitario.
Aun en la universidad en el mes de febrero de 2006 empezó a trabajar como pasante en la radio Universidad de Pamplona donde realiza con otros compañeros el programa Viva la Universidad y acompañó otros programas radiales. En julio del mismo año se trasladó a Cúcuta a trabajar en la tradicional Radio San José donde con su compañera desde Viva la Universidad Pamplona, Carolina García Pino, fueron los primeros pasantes de la carrera en trabajar en esa emisora y juntos adaptaron para la audiencia Cucuteña el conocido programa insignia Viva la Universidad.
En febrero de 2007 ya egresado abandona los medios de su alma mater y empieza a trabajar en la emisora La Voz de la Gran Colombia, donde se desempeñó como locutor y periodista del noticiero con carácter de denuncia social La Voz de los Barrios, bajo la dirección del periodista Jorge Gómez Serrano quien conociera su trabajo tiempo atrás durante su paso por radio San José.
Producto del éxito de su programa radial en esta misma época incursiona en la televisión con la versión audiovisual de su ya famoso noticiero radial bajo la misma dirección y con el mismo nombre, La Voz De Los Barrios, el programa fue emitido por el canal local “El Kanal”. Es en este punto donde crece su reconocimiento y popularidad entre las comunidades populares de Cúcuta y su área metropolitana, debidos al exitoso formato, donde se llevaban los problemas de la comunidad a la pantalla chica, al tiempo que se buscaban soluciones para estos.
Javier García Rangel también tuvo una incursionó fugaz en el periodismo web, trabajo como periodista en la página Área Cúcuta en 2007, donde consiguió que sus escritos fueran leídos por un target diferente de cucuteños y colombianos dispersos por el mundo, prueba de su éxito son los correos electrónicos que reciben a diario, casi siempre felicitando, aunque también recibió críticas por su forma de escribir y sobre todo por la información que da a conocer.
Tras dos semanas de seguidas sin agua en Cúcuta por un derrame de crudo sobre el río Pamplonita principal suministro hídrico de la capital nortesantandereana. El 13 de junio de 2007 es llamado para ser el nuevo asesor de comunicaciones de la Empresa Colombiana de Petróleos, Ecopetrol en el Oleoducto Caño Limón- Coveñas, cargo que desempeño manteniendo buenas relaciones tanto con el público como con los demás periodistas del departamento y la región. En este trabajo tiene que responder por las comunicaciones externas e internas de la empresa, así como, por la realización de un programa de radio que se distribuía en 16 emisoras (14 comunitarias y 2 comerciales) a lo largo y ancho de Norte de Santander y el piedemonte llanero, al tiempo, editaba un periódico de circulación bimensual, ambos medios llamados en honor a la función de la empresa DON PETRO. En esta época asumió el manejo de las comunicaciones de Ecopetrol en las zonas del Catatumbo - conflictiva región al norte de Cúcuta- y la del Sarare al sur del departamento.

## Secuestro y exilio
El 18 de septiembre de 2008 tras 4 días de estar recopilando información para los medios de comunicación a su cargo en Ecopetrol, mientras se desplazaban en la zona del Catatumbo entre los municipios de la provincia de Ocaña, en un recorrido que partió de Convención con destino al Tarra, en jurisdicción del municipio de Teorama al paso por un caserío llamado el Aserrio, la caravana fue abordada por miembros de la compañía Capitán Francisco pertenecientes al frente Camilo Torres del Ejército de Liberación Nacional ELN, como se autodenomina este grupo guerrillero que opera en Colombia.
Fue secuestrado junto con la ingeniera gestora de proyectos sociales en la zona, Yamile González y el conductor del vehículo Cristóbal Afanador. Desde el mismo instante de su retención se inició una gran movilización de periodistas, amigos y familiares en distintas zonas de Colombia y del mundo pidiendo su liberación, se crearon tres grupos en la red social Facebook, en el principal de estos grupos creado por su antiguo mentor universitario el maestro Edgar Villamizar, se registraron más de 2000 personas, también se recibieron más de 8000 mensajes de apoyo evidenciando la simpatía y el cariño que despierta Javier García Rangel en las comunidades y en las personas que han tenido la oportunidad de conocerlo a él o a su trabajo. Simultáneamente se hizo una gran campaña por televisión, radio y prensa para exigir la liberación y apoyar concentraciones solidarias, algunos de las ciudades en Colombia donde se realizaron marchas fueron Cúcuta, Bogotá, Pamplona, Ocaña, Tibú. También hubo manifestaciones, a favor de su liberación y en contra del secuestro en Venezuela, Estados Unidos, Alemania. Mientras el mundo se manifestaba a su favor Javier García deambulaba durante días por la variable geografía colombiana, atravesando montañas, cordilleras, ríos, bosques y llanuras, afectado por el inclemente clima, la molesta compañía de insectos, la incertidumbre sobre las intenciones del ELN y el inminente peligro para su vida que representaba un intento de rescate militar, porque como afirmaría luego de su liberación “las balas no preguntan”, frase que se volvería trascendental momentos después.
56 días después del secuestro fue liberado y entregado a una comisión humanitaria gracias a la gestión y buenos oficios de monseñor Camilo Castrillón- obispo de Tibú en ese momento-, la entrega se pactó en la remota zona rural del municipio de Pelaya en el departamento del Cesar a 14 horas de viaje en auto desde Cúcuta, dándole fin a este padecimiento a la 1:20 minutos de la tarde del 12 de noviembre de 2008, fecha que desde entonces es conmemorada por sus seguidores como “el día de la libertad”.
En enero de 2009 luego haber sufrido las penurias del secuestro y tras la negativa de reubicación por parte de la empresa contratista que le exigía volver a la zona de Catatumbo, García Rangel renuncia a Ecopetrol y retorna a sus raíces en radio, porque como siempre a dejando claro en su más célebre frase pronunciada luego del secuestro: “periodista nací y como periodista moriré”. Retorna a sus inicios trabajando en la emisora la voz de la gran Colombia en el programa La Voz De Los Barrios, labor que alterna con conferencias en acerca de la actualidad política del país auditorios públicos y claustros universitarios, por esta época realiza viajes por la geografía nacional en especial a Bogotá, la capital del país, donde hace un estudio semiótico de la sociedad capitalina.
Desde febrero de 2009 mientras adelanta un recorrido por el país dando conferencias y participando en programas de activismo social, recibe amenazas que inmediatamente son materia de investigación por parte del departamento administrativo de seguridad DAS, debido a esta situación es remitido por la Fundación para la Libertad de Prensa FLIP, por intermedio de Mauricio Duran encargado de protección a periodistas, al programa de salida temporal de colombianos de la pastoral social de Colombia, en donde tras un minucioso estudio de riesgo realizado por las agencias de inteligencia colombianas, su situación es reconocida como pertinente y apremiante para ser beneficiario del programa. Es así que el 26 de agosto de 2009 tras las nostálgicas y emotivas despedidas recibidas días atrás en su natal Cúcuta, parte al exilio hacia el cono sur, se aloja entonces en la república Argentina en donde permanece y se radica temporalmente, mientras adelanta estudios superiores y continua escribiendo sobre la realidad de su querida Colombia.

## Regreso a Colombia
A finales de diciembre de 2010 y tras año y medio en el exilio, vuelve a Colombia, a su ciudad natal Cúcuta, en donde por sus conocimientos académicos es llamado a ser docente de la Facultad de comunicación Social de la Universidad de Pamplona,-UNIPAMPLONA casa de estudios de la cual emergería en su momento-, cargo que desempeña orientando las cátedras de fotografía y televisión formando futuros comunicadores sociales y periodistas con un alto sentido de lo social. En marzo de 2012 se retira del área universitaria y se encamina en nuevos proyectos personales alternándolos con la escritura de libro acerca de las experiencias vividas.
- Datos: Q5927678